# Шалье
Шалье́ (фр. Chaliers, окс. Chalalher) — коммуна во Франции, находится в регионе Овернь. Департамент — Канталь. Входит в состав кантона Рюин-ан-Маржерид. Округ коммуны — Сен-Флур.
Код INSEE коммуны — 15034.
Коммуна расположена приблизительно в 440 км к югу от Парижа, в 95 км южнее Клермон-Феррана, в 65 км к востоку от Орийака.

## Население
Население коммуны на 2008 год составляло 188 человек.
| 1962 | 1968 | 1975 | 1982 | 1990 | 1999 | 2008 |
| ---- | ---- | ---- | ---- | ---- | ---- | ---- |
| 268  | 236  | 218  | 214  | 227  | 196  | 188  |

## Экономика
В 2007 году среди 103 человек в трудоспособном возрасте (15—64 лет) 80 были экономически активными, 23 — неактивными (показатель активности — 77,7 %, в 1999 году было 78,6 %). Из 80 активных работали 75 человек (45 мужчин и 30 женщин), безработных было 5 (2 мужчин и 3 женщины). Среди 23 неактивных 6 человек были учениками или студентами, 12 — пенсионерами, 5 были неактивными по другим причинам.

## Достопримечательности
- Дом Рудиль (1777 год). Памятник истории с 1992 года[3]
- Церковь Сен-Мартен (1581 год). Памятник истории с 1992 года[4]

## Фотогалерея

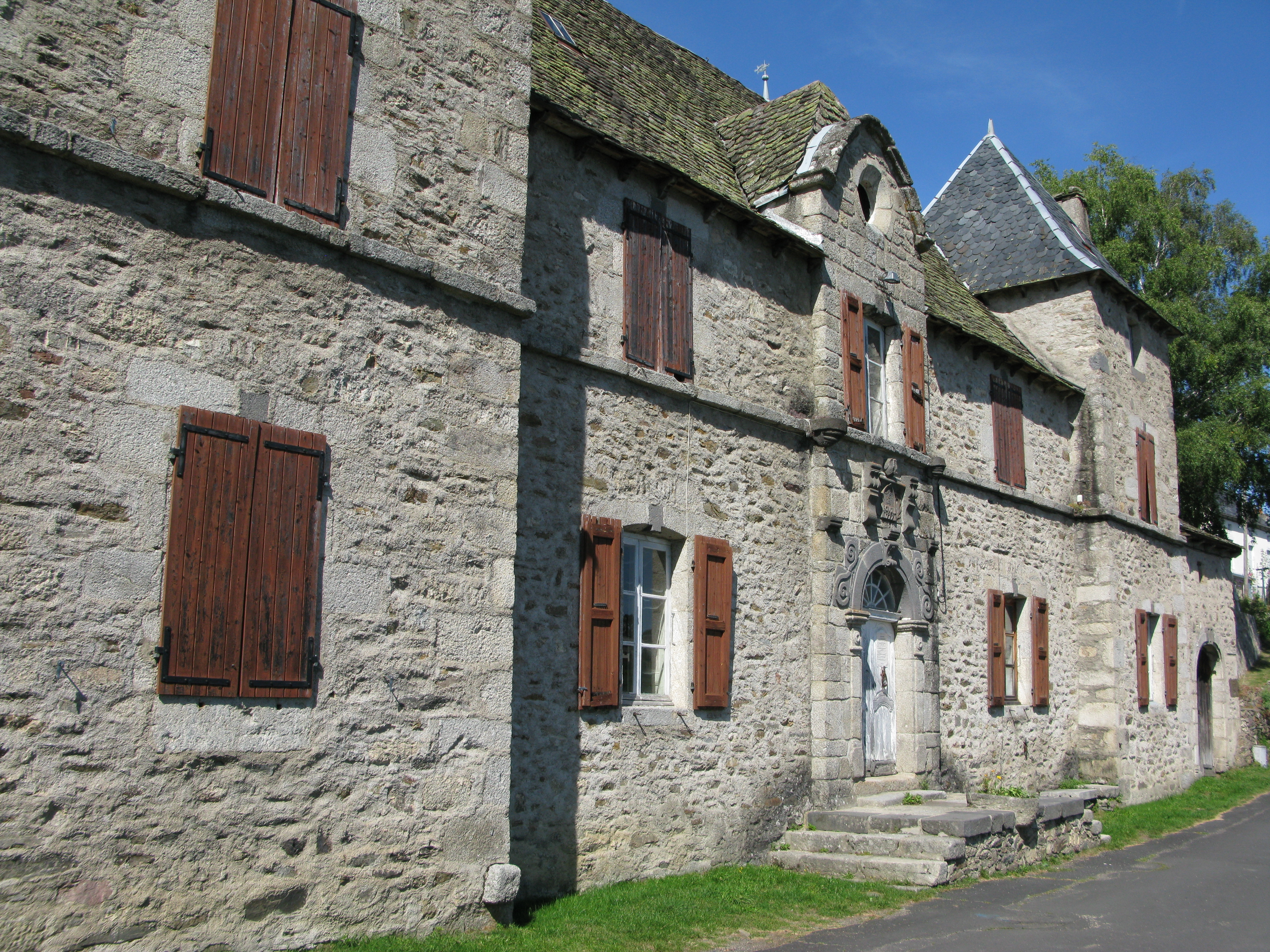
Дом Рудиль
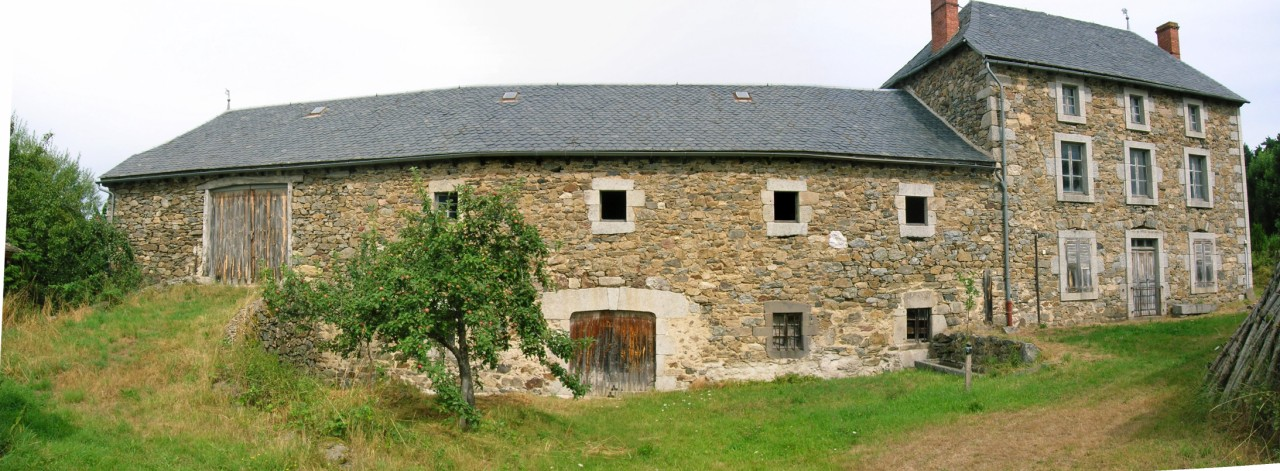
Дом
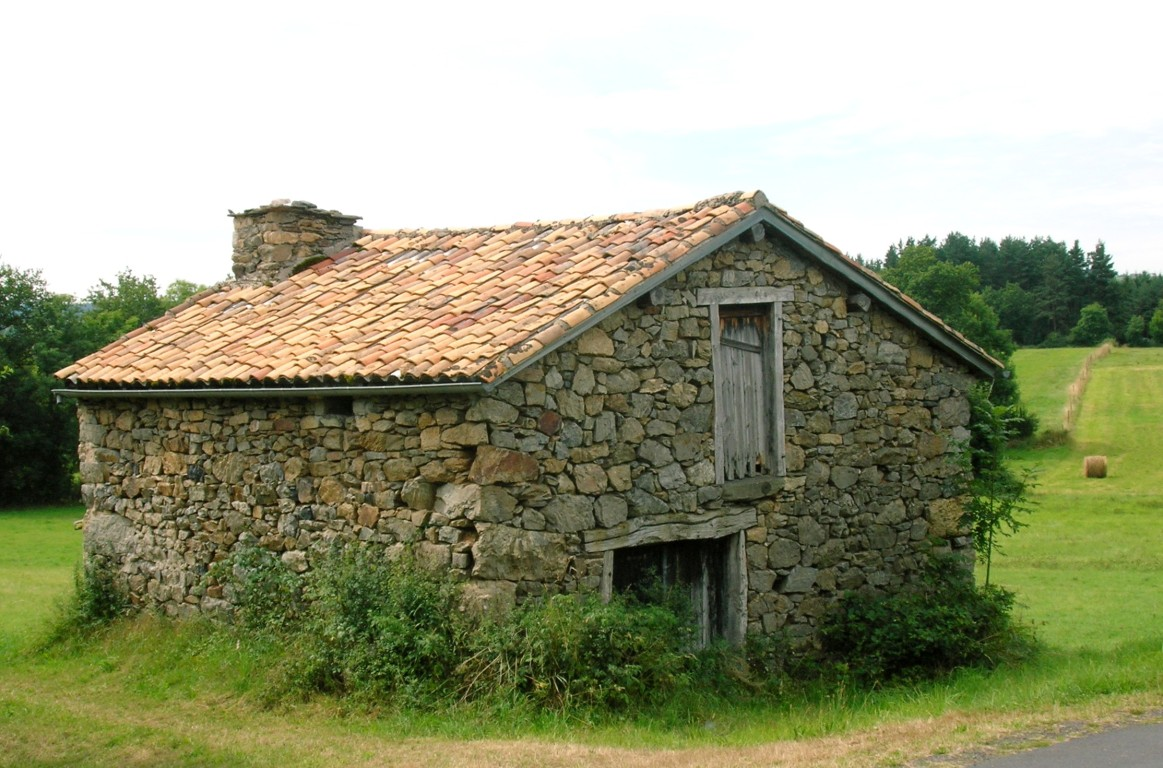
Пекарня